# Canton de Cognac-Nord
Le canton de Cognac-Nord est une ancienne division administrative française, située dans le département de la Charente et la région Nouvelle-Aquitaine.
Il a été renommé canton de Cognac-1 par le décret du 20 février 2014 et entrant en vigueur lors des élections départementales de 2015.

## Composition
Le canton de Cognac-Nord se composait d’une fraction de la commune de Cognac et de six autres communes. Il comptait 15 807 habitants (population municipale) au 1er janvier 2012.
| Nom                     | Code Insee | Intercommunalité   | Population (dernière pop. légale)              |
| ----------------------- | ---------- | ------------------ | ---------------------------------------------- |
| Cognac (chef-lieu)      | 16102      | CA du Grand Cognac | Fraction : 8 745(2012) Commune : 18 717 (2014) |
| Boutiers-Saint-Trojan   | 16058      | CA du Grand Cognac | 1 478 (2014)                                   |
| Bréville                | 16060      | CA du Grand Cognac | 521 (2014)                                     |
| Cherves-Richemont       | 16097      | CA du Grand Cognac | 2 453 (2014)                                   |
| Mesnac                  | 16218      | CA du Grand Cognac | 415 (2014)                                     |
| Saint-Brice             | 16304      | CA du Grand Cognac | 972 (2014)                                     |
| Saint-Sulpice-de-Cognac | 16355      | CA du Grand Cognac | 1 252 (2014)                                   |

## Administration

### Conseillers généraux de l'ancien canton de Cognac (de 1833 à 1973)
| Période | Période      | Identité                                 | Étiquette          | Qualité |
| ------- | ------------ | ---------------------------------------- | ------------------ | --- |
| 1833    | 1843 (décès) | Jacques Hennessy (père)                  | Centre ministériel | Négociant en eaux-de-vie à Cognac Député (1824-1831 et 1834-1842)                                                  |
| 1843    | 1848         | Augustin Guillet de Planteroche          |                    | Propriétaire à Cognac et à Saint-Martin-du-Clocher, conseiller d'arrondissement                                    |
| 1848    | 1865         | Georges de Salignac                      |                    | Négociant, directeur de la société vinicole de Cognac                                                              |
| 1865    | 1870         | Oscar Planat                             | Centre gauche      | Commerçant Député au Corps législatif (1863-1870) Maire de Cognac (1878-1889)                                      |
| 1870    | 1874         | Édouard Martell                          | Centre droit       | Négociant en eaux-de-vie Député (1871-1876)                                                                        |
| 1874    | 1889 (décès) | Oscar Planat                             | Centre gauche      | Avocat Député au Corps législatif Maire de Cognac (1878-1889)                                                      |
| 1890    | 1920 (décès) | Édouard Martell                          | Centre droit       | Négociant Sénateur (1890-1903 et 1912-1920)                                                                        |
| 1920    | 1940         | Paul Firino-Martell (neveu du précédent) | RG                 | Négociant Maire de Cognac (1929-1932 et 1935-1945) Paul Firino-Martell sera nommé conseiller départemental en 1943 |
|         |              |                                          |                    | |
| 1945    | 1970         | Guy Castillon du Perron (1911-1994)      | DVD                | Conseiller municipal de Saint-Brice                                                                                |
| 1970    | 1973         | Francis Hardy                            | UDR                | Négociant en cognac                                                                                                |

### Conseillers d'arrondissement du canton de Cognac (de 1833 à 1940)
Le canton de Cognac avait trois conseillers d'arrondissement.
| Période | Période      | Identité                                             | Étiquette                          | Qualité |
| ------- | ------------ | ---------------------------------------------------- | ---------------------------------- | --- |
| 1833    | 1852         | Camille Babin                                        |                                    | Propriétaire à Cherves-de-Cognac                                                                            |
| 1833    | 1843         | Emmanuel Augustin Guillet de Planteroche (1791-1865) |                                    | Propriétaire à Cognac et à Saint-Martin-du-Clocher                                                          |
| 1833    | 1842         | François Yvon                                        |                                    | Propriétaire aux Guimbellots à Gimeux                                                                       |
| 1843    | 1848         | M. Lecoq                                             |                                    | |
| 1848    | 1858         | M. Nebout                                            |                                    | Propriétaire à Cognac                                                                                       |
| 1852    | 1858         | Jules Dupuy                                          |                                    | Négociant à Cognac                                                                                          |
| 1858    |              | Alphonse de Perry                                    |                                    | Propriétaire à Cognac                                                                                       |
| 1858    |              | Auguste Otard de Lagrange (1831-1891)                |                                    | Négociant à Cognac                                                                                          |
|         |              |                                                      |                                    | |
| 1871    | 1883         | Baron René O'Tard de La Grange                       | Droite                             | Négociant, propriétaire du château de Saint-Brice, conseiller municipal de Cognac                           |
| 1871    | 1895         | Gabriel Dupuy                                        | Droite                             | Négociant à Cognac                                                                                          |
| 1871    | 1883         | Armand Robin                                         | Droite orléaniste                  | Négociant, conseiller municipal de Cognac                                                                   |
| 1883    | 1913         | Jules Brisson (1837-?)                               | Républicain                        | Négociant, maire de Cognac (1889-1900)                                                                      |
| 1883    | 1901 (décès) | Pierre Combeau (1829-1901)                           | Républicain                        | Négociant, propriétaire à Cognac                                                                            |
| 1889    | 1895         | Henri Germain                                        | Républicain                        | Négociant, Président du Tribunal de viticulture de Cognac                                                   |
| 1895    | 1913         | Armand Robin                                         | Républicain rallié (ex-Orléaniste) | Négociant, conseiller municipal de Cognac                                                                   |
| 1902    | 1917 (décès) | Pascal Combeau (1859-1917, fils de Pierre Combeau)   | Républicain                        | Négociant, adjoint puis maire de Cognac (1912-1917)                                                         |
| 1913    | 1919 (décès) | Henri Fichon                                         | Républicain                        | Maire de Cognac                                                                                             |
| 1913    | 1925         | Edmond Camus                                         | Républicain                        | Négociant exportateur à Châteaubernard                                                                      |
| 1919    | 1931         | Georges Ménier                                       | Bloc des gauches                   | Conseiller municipal puis maire de Cognac                                                                   |
| 1919    | 1937         | Armand Simard (1874-1935)                            | Bloc des gauches                   | Viticulteur et avocat au barreau de Cognac Président du Conseil d'arrondissement                            |
| 1925    | 1940         | Isaac Motard                                         | Bloc des gauches-RG puis PSF       | Propriétaire, maire de Saint-Brice                                                                          |
| 1931    | 1940         | Denis Cayla                                          | Républicain-RG                     | Négociant, maire de Cherves-de-Cognac                                                                       |
| 1937    | 1940         | Robert Delaurière                                    | RG                                 | Négociant, conseiller municipal de Cognac                                                                   |
| 1940    |              |                                                      |                                    | Les conseils d'arrondissement ont été suspendus par la loi du 12 octobre 1940 et n'ont jamais été réactivés |

Sources : Journal "La Charente" https://gallica.bnf.fr/ark:/12148/cb32740226x/date&rk=21459;2.

### Conseillers généraux du canton de Cognac-Nord(de 1973 à 2015)
| Période | Période | Identité                | Étiquette    | Qualité                                                                                                  |
| ------- | ------- | ----------------------- | ------------ | --- |
| 1973    | 1979    | Guy Castillon du Perron | DVD          | Maire de Saint-Brice (1971-1977)                                                                         |
| 1979    | 1985    | Bernard Villette        | PS           | Professeur Député (1981-1986) Conseiller régional (1981-1986)                                            |
| 1985    | 1992    | Francis Hardy           | RPR          | Maire de Cognac (1979-2001) Député (1973-1981 et 1986-1988) Conseiller régional (1974-1986 et 1992-1998) |
| 1992    | 2004    | Jerôme Mouhot           | RPR puis UMP | Maire de Cognac (2001-2008) Président de la Communauté de Communes de Cognac (1993-2008)                 |
| 2004    | 2015    | Robert Richard          | PS           | Maire de Boutiers-Saint-Trojan (1980-2014) Président de la Communauté de Communes de Cognac (2008-2014)  |

## Géographie
Le canton de Congac-Nord se composait de communes situées sur la rive droite de la Charente.Le relief était accidenté avec un sol de calcaires durs et d'argiles. Ce sol fournissait les eaux-de-vie des Borderies, les plus corsées sur les communes de Cherves-Richemont et Saint-Sulpice-de-Cognac et celles des Fins Bois sur les communes de Mesnac, Bréville et Boutiers-Saint-Trojan; Saint-Brice est en Grande Champagne.

## Démographie
| 1975 | 1982 | 1990   | 1999   | 2006   | 2011   | 2012   |
| ---- | ---- | ------ | ------ | ------ | ------ | ------ |
| -    | -    | 16 025 | 16 152 | 16 159 | 15 775 | 15 807 |